# Hart Gletscher
Hart Gletscher är en glaciär i Grönland (Kungariket Danmark).   Den ligger i kommunen Qaasuitsup, i den nordvästra delen av Grönland, 1 600 km norr om huvudstaden Nuuk. Hart Gletscher ligger 326 meter över havet.
Terrängen runt Hart Gletscher är varierad. Havet är nära Hart Gletscher åt sydost.  Det finns inga samhällen i närheten. Trakten runt Hart Gletscher är permanent täckt av is och snö.